# Viktorija Čmilytė
Viktorija Čmilytė (férjezett nevén: Viktorija Čmilytė-Nielsen) (Šiauliai, 1983. augusztus 6. –) litván sakknagymester (GM) (2010), női nagymester (WGM) (1999), női Európa-bajnok (2011), kétszeres litván abszolút bajnok, U10 korosztályos Európa-bajnok és U12 korosztályos ifjúsági világbajnok (1995). Korábbi junior világelső. 2015-től a litván parlament képviselője.
A sakktörténet legmagasabb Élő-pontszámot elért litván sakkozónője. A 2017. júliusban elért 2542 Élő-pontjával a sakkozók örökranglistája 22. helyén, az aktuális világranglista 7. helyén állt. Legjobb világranglista helyezése az 5. hely volt, amelyre 2016. októberben került.
Első férje 2001−2007 között Aleksejs Širovs lett sakknagymester volt. 2013. december 28-án összeházasodott Peter-Heine Nielsen dán sakknagymesterrel, Magnus Carlsen edzőjével. Három gyermeke van, első házasságából Dmitrij és Alekszander, második házasságából Marius.
2002−2007 között a Rigai Egyetem angol filológia szakát végezte el.

## Élete és sakkpályafutása

### Ifjúsági eredményei
Hatévesen apjától tanult meg sakkozni. Hétévesen már megnyerte Litvánia lánybajnokságát.
1993-ban első helyezést ért el az U10 korosztályos ifjúsági sakk-Európa-bajnokságon. 1994-ben az U12 korosztályos Európa-bajnokságon holtversenyben a 2−3. helyen végezve bronzérmet nyert. 1995-ben az U12 korosztályos ifjúsági sakkvilágbajnokságon aranyérmet szerzett a 2. helyezett Gara Anita és az ekkor még izraeli, később magyar színekben versenyző 3. helyezett Dembo Jelena előtt.
1996-ban, 13 évesen Litvánia felnőtt női csapatának 3. táblásaként vett részt a sakkolimpián. Két évvel később már a csapat első táblása.
1999-ben, 16 évesen az U20 korosztályos junior sakkvilágbajnokságon az 5. helyet szerezte meg, és ebben az évben kapta meg a női nagymester (WGM) címet. 2000-ben az U20 korosztály Európa-bajnokságán ezüstérmes.
2000. áprilistól−októberig a junior lány világranglista 1. helyezettje volt.

### Felnőtt versenyeken
2000-ben, 16 évesen, a férfiak előtt nőként megnyerte Litvánia abszolút bajnokságát. Ezt a bravúrját 2005-ben megismételte.
2001-ben megnyerte a Corus sakktorna tartalékversenyét, amellyel jogot szerzett a következő évi A-tornán való indulásra.
2003-ban indult először a női sakk-Európa-bajnokságon, ahol holtversenyben a svéd Pia Cramlinggal az 1−2. helyen végzett és ezüstérmet szerzett. 2005-ben az Európai Unió I. sakkbajnokságán a férfiakkal közös mezőnyben a legjobb eredményt elérő nőként a 10. helyen végzett.
2007-ben megnyerte a rapidsakk-Európa-bajnokságot.  2008-ban a IX. női sakk-Európa-bajnokságon Jekatyerina Lagno mögött ezüstérmet szerzett. 2010-ben ismét ezüstérmes lett az Európa-bajnokságon, ezúttal Pia Cramling mögött.
2010-ben kapta meg a nagymester (GM) címet, amelyhez a szükséges három normateljesítést a 2008-as GibTelecom Masters versenyen, a 2009-es sakkcsapat Európa-bajnokságon, valamint a 2010-es sakk-Európa-bajnokságon érte el.
2011-ben három ezüstérme után sikerült aranyérmet nyernie a női sakk-Európa-bajnokságon, amelyen 2012-ben a negyedik, 2013-ban a magyar színekben versenyző Hoang Thanh Trang mögött a 2−7. helyen végzett.

### Eredményei a világbajnokságokon
A 2000-es női sakkvilágbajnokságon indulhatott először a felnőtt világbajnoki címért, és a harmadik körig jutott, ahol a Szerbia-Montenegró színeiben induló Alisa Marić ütötte el a továbbjutástól.
A 2001-es női sakkvilágbajnokságon való részvételre kvalifikációt szerzett, de egyetemi tanulmányai miatt nem indult el.
A 2004-es női sakkvilágbajnokságon a negyeddöntőig jutott, miután az első fordulóban az indiai Drónavalli Hárika, a másodikban az orosz Alekszandra Kosztyenyuk, a harmadikban a svéd Pia Cramling ellen győzött. A negyeddöntőben az exvilágbajnok Maia Csiburdanidze ellen rájátszásban szenvedett vereséget.
A 2006-os női sakkvilágbajnokságon már az elődöntőig jutott, ezúttal is nagyon nehéz ágon. Az második körben a kínai Zsuan Lu-fej, a harmadikban Alekszandra Kosztyenyuk ellen győzött, a negyeddöntőben visszavágott Maia Csiburdanidzének az előző világbajnokságon elszenvedett vereségért. Az elődöntőben az orosz Alisza Galljamova ütötte el a továbbjutástól.
A 2008-as kieséses rendszerű sakkvilágbajnokságon a 2. körben az orosz Nagyezsda Koszinceva ütötte el a továbbjutástól.
A 2010-es női sakkvilágbajnokságon a harmadik körben a francia Almira Skripchenko ellen szenvedett vereséget, és esett ki a további küzdelmekből.
A 2012-es női sakkvilágbajnokságon csak a 3. körig sikerült eljutnia, ezúttal a kínai Huang Csien ütötte el a továbbjutástól.
A 2013-as női sakkvilágbajnoki ciklusban Élő-pontszáma alapján indulási jogot szerzett a FIDE Women's Grand Prix 2011–12 versenysorozatán való részvételre. 2011. szeptemberben Sencsenben 9−10., októberben Nalcsikban a 3−4. helyen végzett, akárcsak 2012. júniusban Kazanyban, majd szeptemberben Ankarában 4−5. helyezett. A versenysorozat összesítésében ezekkel az eredményekkel a hetedik helyet szerezte meg.
A 2015-ös női sakkvilágbajnokságra a 2012-es sakk-Európa-bajnokságon elért eredménye alapján szerzett kvalifikációt. Ezúttal a 3. körön nem jutott tovább, miután vereséget szenvedett a grúz Meri Arabidzétől.
A 2015-ös sakkvilágbajnoki ciklusban a FIDE elnök szabadkártyájával vehetett részt a FIDE Women's Grand Prix 2013–14 versenysorozatán. 2013. májusban Genfben tizedik, júliusban Dilijanban 9−11. A két versenyen elért eredménye alapján az összesítésben a 18. helyet szerezte meg.

## Eredményei csapatban

### Sakkolimpia
1996−2016 között nyolc alkalommal vett részt Litvánia válogatottjában a sakkolimpián. Szereplései alkalmával 2000-ben és 2004-ben a csapat első tábláján egyéni teljesítményével aranyérmet szerzett. A 2010-es sakkolimpián az abszolút kategóriában szerepelt a litván csapatban, ahol a férfiak között a 3. táblán kapott helyet és 4 győzelemmel, 2 döntetlennel és 3 vereséggel 55,6%-os eredményt ért el.

### Sakkcsapat-Európa-bajnokság
Négy alkalommal (1997, 1999, 2007 és 2013) szerepelt Litvánia válogatottjában a sakkcsapat Európa-bajnokságokon. 2013-ban az első táblán elért eredménye alapján egyéni aranyérmet szerzett. 2009-ben az abszolút kategóriában szerepelt a litván csapatban, ahol a férfiak között a 3. táblán kapott helyet és 3 győzelemmel, 4 döntetlennel és 2 vereséggel 55,6%-os eredményt ért el.

### Klubcsapatok Európa Kupája
A Klubcsapatok Európa-kupájában 2007-ben a FINEK Sankt Petersburg csapatában egyéni eredménye a második táblán a 2. legjobb volt  a mezőnyben. 2009-ben az ŠK T-Com Podgorica 2. tábláján a mezőny harmadik legjobb eredményét érte el. 2010-ben a Sankt Petersburg csapatával csapatban és egyéni eredményével is ezüstérmet szerzett. 2011-ben az AVS Krasnoturinsk csapatával megnyerte a kupát. 2013-ban a CS Politehnica-Antibiotice Iaşi csapatában a 2. táblán elért egyéni eredményével bronzérmet szerzett.

## Játékereje
A Nemzetközi Sakkszövetség (FIDE) világranglistáján 2017. áprilisban az Élő-pontszáma 2538 volt, amellyel a 8. helyen állt. Ez pályafutása legmagasabb Élő-pontszáma, amellyel 2016. októberben a sakkozók örökranglistája huszonkettedik helyén állt. Ez egyben a legmagasabb Élő-pontszám, amelyet valaha litván sakkozónő elért.

## Politikai pályafutása
A 2012-es litván parlamenti választásokon párton kívüliként felkerült a Litván Liberális Mozgalom listájára, annak 12. helyéről azonban ekkor nem került a parlamentbe. Az egyéni választókerületében szintn nem sikerült a bejutás: a 14 indulóból a szavazatok 7,29%-át megszerezve a hatodik helyen végzett. 2015. április 21-én Remigijus Šimašius Vilnius polgármestérévé történő megválasztása miatt lemondott mandátumáról, és helyére Čmilytė került. A litván parlament Környezetvédelmi Bizottságának tagja lett.

## Díjai, elismerései
- 1996: Gediminas Rend lovagkeresztje[3]
- 2006: A litván sportújságírók választásán az év sportolója
- 2011: Litvánia Rendjének tiszti keresztje[43]
- 2011: Šiauliai díszpolgára[3]